# Pangrč Grm

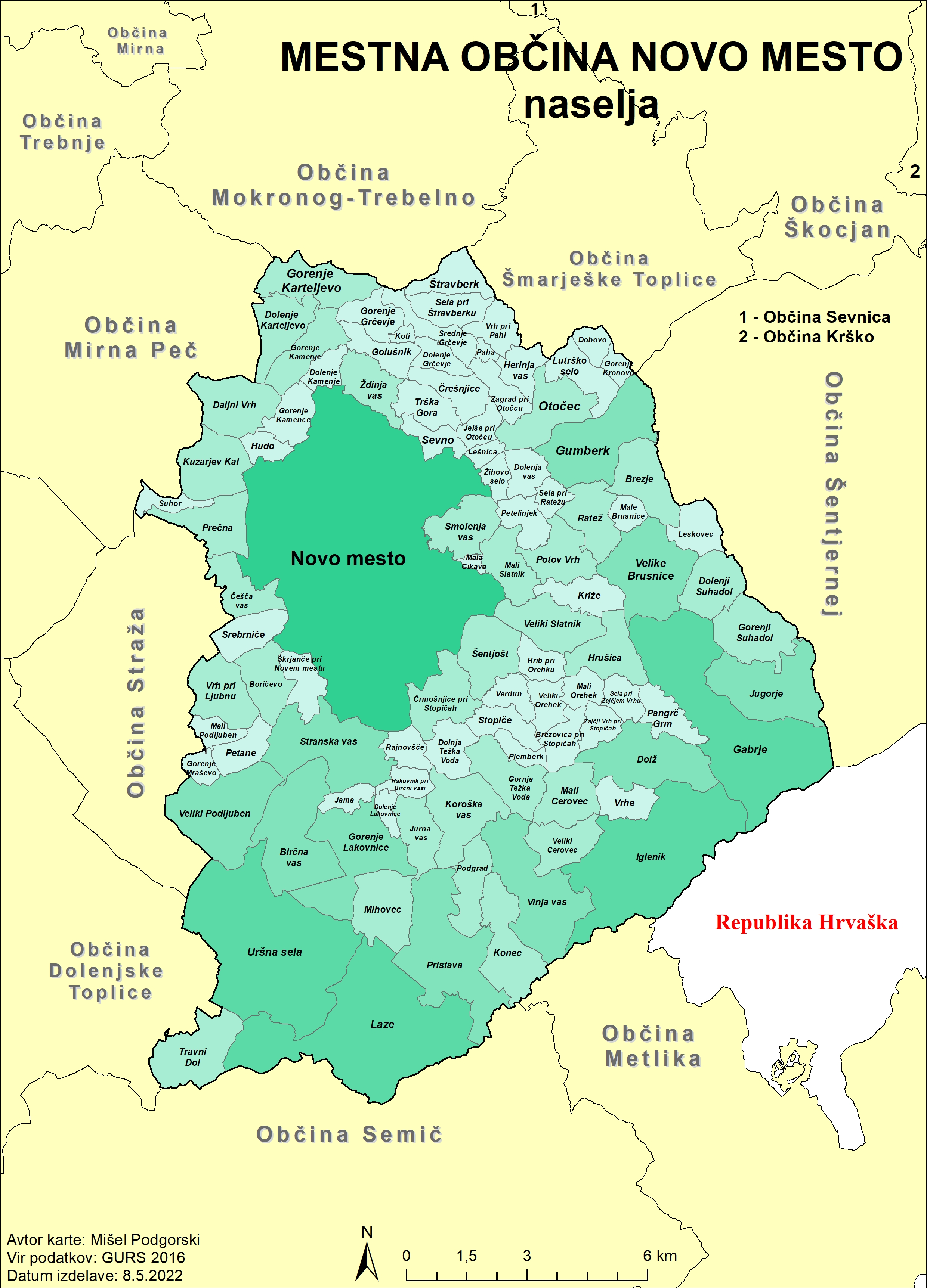
Ortschaften der Stadtgemeinde Novo mesto

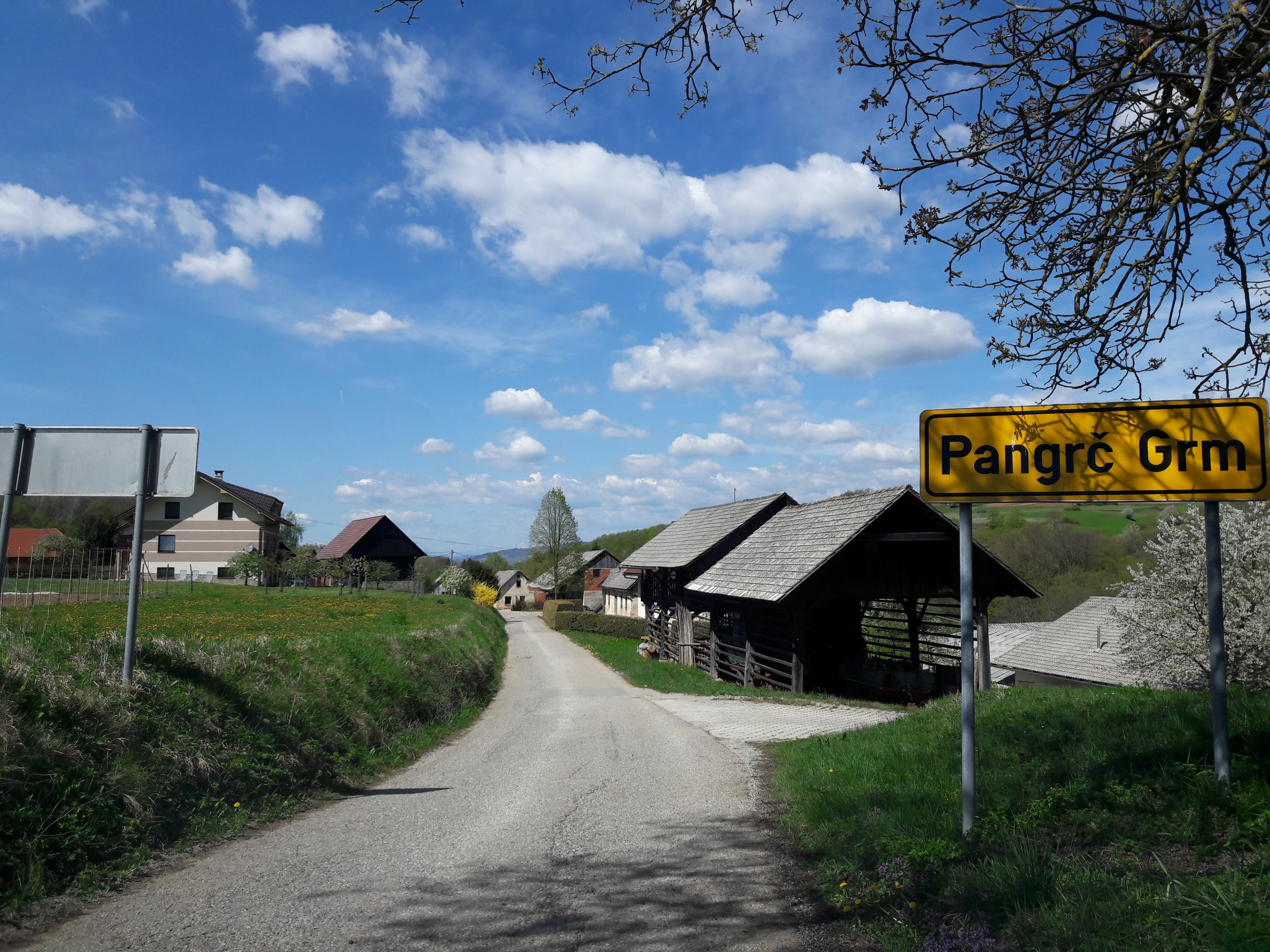
Ortseinfahrt Pangrč Grm (April 2017)

Pangrč Grm (deutsch: Geresdorf) ist eine Ortschaft in der slowenischen Stadtgemeinde Novo mesto im Osten des Landes am Fuß des Žumberak-Gebirges.

## Geschichte
Der Ort war im 19. Jahrhundert unter der Bezeichnung Pangersgerm bekannt, im 15. Jahrhundert als Stauden (germ: slowenisch für Staude, Strauch).

## Lage
Der Weiler gehört zur Ortsgemeinschaft Stopiče.
Wie die umgebenden Orte ist Pangrč Grm stark landwirtschaftlich geprägt. Das Dorf liegt in ostsüdöstlicher Richtung knapp 8 Kilometer Luftlinie entfernt vom Stadtkern von Novo mesto und grenzt an die Siedlungen Hrušica im Norden, Gabrje im Norden und Osten, Dolž im Süden sowie Sela pri Zajčjem Vrhu im Westen.
Die im Süden der Siedlung liegende Kirche ist Nikolaus von Myra geweiht. Sie wurde im 14. Jahrhundert erbaut und im 18. Jahrhundert im Barockstil renoviert worden. Sie gehört zur in Stopiče ansässigen Pfarrei.
Im Norden des Ortes durchquert die Klamfer in westlicher Richtung fließend das Gebiet der Siedlung und knickt nach Norden ab. Dabei bildet sie dann die Gemarkungsgrenze zur Nachbarsiedlung Sela pri Zajčjem Vrhu.